# Carlos 'Petete' Almirón
Carlos ‘Petete’ Almirón (Flores, 16 de agosto de 1978 - Buenos Aires, 20 de diciembre de 2001) fue un militante del campo popular argentino asesinado durante el Argentinazo, en la llamada Masacre de Plaza de Mayo.

## Biografía
El 19 y 20 de diciembre de 2001, participó como militante del Movimiento 29 de Mayo y la Coordinadora contra la Represión Policial e Institucional (CORREPI), en la protesta en Buenos Aires conocida como Argentinazo, donde fue muerto.
Una Coordinadora Antirrepresiva lleva su nombre. Y en el colegio al que iba le pusieron Almirón al centro de estudiantes.
Por ese crimen –además del de Gastón Riva y Diego Lamagna– fue imputado el entonces subcomisario Ernesto Sergio Weber (hijo del ex comisario Ernesto Frimón Weber, condenado por el crimen de Rodolfo Walsh).
El entonces presidente Fernando de la Rúa fue citado a declarar como “testigo” el 8 de julio de 2015.